# Altura di Šatskij
L'altura di Šatskij (in inglese: Shatsky Rise) è il terzo più grande plateau oceanico della Terra, dopo quello di Ontong Java e quello delle Kerguelen. Situata nell'oceano Pacifico nord-occidentale, circa 1500 km a est del Giappone, l'altura fa parte di una serie di grandi province ignee risalenti al Cretacico comprendente anche l'altura di Hess, l'altura di Magellano e l'insieme dei plateau di Ontong Java, di Manihiki e di Hikurangi.
L'altura, così battezzata in onore del geologo sovietico Nikolaj Šatskij (1895-1960), è formata da tre grandi massicci vulcanici, il Tamu, l'Ori e lo Shirshov, il primo dei quali potrebbe addirittura essere il più grande vulcano mai scoperto sul pianeta Terra, ma, di contro, ci sono poche tracce di magmatismo nel fondale oceanico attorno a essa.

## Estensione e volume
Questa formazione geologica ricopre una superficie di circa 480000 km² (grossomodo l'estensione della California) e occupa un volume di circa 4300000 km³.
Al di sotto dell'altura di Šatskij la discontinuità di Mohorovičić, ossia la zona di delimitazione tra crosta e mantello, scompare a una profondità di circa 20 km mentre è normalmente presente a una profondità di 17, dato piuttosto alto se si considera che la profondità di tale discontinuità può scendere a meno di 10 km al di sotto del fondale oceanico. Inoltre, lo spessore crostale tra i massicci dell'altura misura quasi due volte il valore medio a livello globale. Considerato questo e assumendo che anche la crosta sia stata formata dal vulcanismo che ha prodotto l'altura stessa, l'area coperta dalla formazione sarebbe da rivalutare in 533000 km² mentre il volume occupato salirebbe a 6900000 km³.

## Subsidenza
Dopo la sua formazione l'altura di Šatskij è stata elevata di circa 2500-3500 m ed è stata poi soggetta a un fenomeno di subsidenza per circa 2600-3400 m. Quest'ultimo fenomeno, di cui ci si è potuti rendere conto grazie allo studio dei fossili ritrovati in loco, non è avvenuto uniformemente lungo tutta la formazione, bensì esso risulta essere stato meno marcato in corrispondenza del centro del massiccio Tamu, dove lo sprofondamento è stato di circa 2600 m, più consistente sul versante settentrionale del suddetto massiccio, nonché nei pressi del massiccio Ori, dove si arriva a 3300 m e decisamente maggiore sui versanti dell'Ori. Tale graduale aumento di subsidenza potrebbe essere dovuto a un ristagno del magma nella discontinuità di Mohorovičić o nella crosta occorso durante una fase di risalita al di sotto del massiccio Tamu, il che sarebbe appunto risultato in una diminuzione dello sprofondamento di questa zona. Un'altra significativa diminuzione della subsidenza è presente nei pressi del massiccio Shirshov, dove essa raggiunge i 2900 m, il che probabilmente rappresenta una diversa e più recente fase di vulcanismo.

## Controversia sull'origine
Studi inerenti alla dimensione, alla forma e al tasso di eruzioni dell'altura di Šatskij, hanno portato alla conclusione che essa abbia avuto origine da un pennacchio del mantello, il quale, stando agli studi delle anomalie magnetiche e alla ricostruzione della tettonica delle placche della zona, dovrebbe aver avuto origine vicino a una tripla giunzione, poi andata alla deriva per circa 2000 km, durante il Cretacico inferiore, ossia tra i 140 e i 100 milioni di anni fa. Uno studio del 2016 stabilisce inoltre che il massiccio Tamu si è formato presso una dorsale oceanica quando questa ha interagito con pennacchio.
L'elevato spessore del pianoro e il fatto che sia la profondità che l'intensità della fusione siano diverse rispetto a quelle di cui normalmente si trova traccia nei basalti trovati in corrispondenza di formazioni di quel tipo, rendono però dubbio il fatto che l'altura di Šatskij abbia avuto origine da un pennacchio e fanno invece pensare che più probabilmente la sua origine sia dovuta alla fusione dello slab, ossia alla fusione della porzione di una placca che s'immerge nel mantello in una zona di subduzione, e quindi al conseguente fenomeno del riciclo della crosta, occorsa durante il passaggio della suddetta tripla giunzione nel corso di una riorganizzazione delle placche della zona.
Entrambe le teorie spiegano molte delle caratteristiche dell'altura di Šatskij ma hanno anche dei punti deboli e i dati a favore o contro ognuna delle due sono sia incompleti che piuttosto circostanziali. L'ipotesi che coinvolge il pennacchio del mantello non è supportata, come detto, dall'analisi geochimica e isotopica dei campioni e necessiterebbe di molte fatti fortuiti. Le eruzioni all'origine dell'altura dovrebbero infatti essere avvenute simultaneamente a una riorganizzazione dell'allargamento del fondale e l'eruzione del pennacchio avrebbe dovuto accadere a meno di 800 km di distanza da una tripla giunzione. Inoltre, data la presenza lungo il tracciato della tripla giunzione di altre formazioni di questo tipo, come l'altura di Hess, tale meccanismo di formazione si sarebbe ripetuto più volte, il che porterebbe la catena degli eventi fortuiti ad allungarsi. L'ipotesi che vede invece alla base della formazione dell'altura un processo di fusione per decompressione indotto dallo spostamento di dorsali oceaniche al di sopra di una zona di mantello anomala, ossia particolarmente suscettibile agli stress, durante una riorganizzazione dei limiti delle placche, benché spieghi la geochimica riscontrata nei campioni prelevati dal pianoro, si basa comunque sull'accadimento di un fatto abbastanza singolare, data la carenza di un simile tipo di formazioni risalenti al Giurassico superiore - Cretatico inferiore. In definitiva, come si sia formata l'altura di Šatskij resta ancora una questione irrisolta.

## Storia della tettonica
Secondo la sopraccitata teoria che vede la formazione dell'altura di Šatskij in corrispondenza di una tripla giunzione, essa si sarebbe formata in particolare presso la giunzione tra le placche pacifica, Farallon e Izanagi, tra il Giurassico superiore e il Cretacico inferiore, il che farebbe di esso il plateau oceanico più antico rimasto inalterato. Il periodo di formazione dell'altura può essere determinato con precisione grazie al fatto che quest'ultima si è formata prima del cosiddetto periodo silente del Cretacico, un periodo insolitamente lungo in cui non ci sono state inversioni del campo magnetico terrestre. Ricerche in merito hanno rilevato che le anomalie magnetiche in corrispondenza e nei dintorni dell'altura di Shatsky vanno dalla M21 (147 milioni di anni fa), nella zona sud-occidentale del complesso, alla M1 (124 milioni di anni fa), nella punta settentrionale.
Tra i 147 e il 143 milioni di anni fa, in corrispondenza della suddetta tripla giunzione sarebbe avvenuta una gigantesca eruzione causata dal raggiungimento della superficie da parte di un pennacchio o da una fusione per decompressione occorsa in corrispondenza di una dorsale oceanica, che avrebbe dato inizio alla formazione dell'altura. Tale eruzione avrebbe coinciso con uno spostamento di 800 km della tripla giunzione, avvenuto indipendentemente dalla suddetta eruzione, e in un cambiamento della configurazione della stessa da dorsale-dorsale-dorsale a dorsale-dorsale-faglia trasforme.
Il tracciato seguito dalla tripla giunzione può essere seguito analizzando la differenza tra l'orientazione delle cosiddette linee hawaiane, ossia anomalie magnetiche presenti tra l'altura di Šatskij, quella di Hess e le montagne medio pacifiche, formatesi durante l'allontanamento della placca pacifica dalla placca Farallon, avvenuto tra i 156 e i 120 milioni di anni fa, e le cosiddette linee giapponesi, anomalie magnetiche situate a nord dell'altura di Šatskij, orientate, appunto, in un'altra direzione rispetto alle prime.
Sembra quindi che la tripla giunzione si sia spostata verso nord-ovest prima della M22 (150 milioni di anni fa), dopodiché essa avrebbe subito una riorganizzazione, con la formazione di una microplacca, conseguente a una rotazione isocrona di 30° delle placche Farallon e Izanagi, e un rapido spostamento verso est di circa 800 km verso il luogo dove si sarebbe venuta a creare la parte più vecchia dell'altura, il massiccio Tamu. Il resto dell'altura si sarebbe formato prima della linea M3 (126 milioni di anni fa) lungo il percorso della tripla giunzione, come manifestazione di un vulcanismo episodico di cui si riconoscono almeno nove manifestazioni.
Il volume dei complessi formanti l'altura diminuisce lungo il tracciato della tripla giunzione. Il massiccio Tamu, all'estremità meridionale ha un volume stimato in 2500000 km³ laddove sia il massiccio Ori che il massiccio Shirshov, quest'ultimo risalente a 136 milioni di anni fa, hanno un volume rispettivamente di circa 700000 km³ e di circa 700000 km³. La dorsale di Papanin, all'estremità settentrionale dell'altura, formatasi lungo un periodo di 7 milioni di anni, dai 131 ai 124 milioni di anni fa, ha, infine, un volume di 400000 km³.